# Drysdale (rzeka)
Drysdale – rzeka w Australii, w północno-wschodniej części stanu Australia Zachodnia. Ma 437 km długości. Jej źródło znajduje się na wyżynie Kimberley. Płynie w kierunku północnym, uchodzi do Morza Timor w pobliżu Przylądka Talbota. W początkowej fazie swojego biegu jest rzeką okresową. Została nazwana przez odkrywcę Charlesa A. Burrowesa w 1886 roku podczas eksploracji wyżyny Kimberley w imieniu firmy Victorian Squatting Company. Jej nazwa pochodzi od nazwiska T. A. Drysdale’a z Melbourne, dyrektora Victorian Squatting Company.